# Bethesda (Carolina del Norte)
Bethesda es una pequeña área no incorporada ubicada del condado de Durham en el estado estadounidense de Carolina del Norte.